# جورج هوارد
جورج هوارد (انگلیسی: George Howard؛ ۱۷ ژوئن ۱۷۱۸ – ۱۶ ژوئیه ۱۷۹۶) فرد نظامی اهل بریتانیا بود. وی همچنین برندهٔ جوایزی همچون نشان حمام شده‌است.